# لويس وليامز
لويس وليامز (بالإنجليزية: Louis Williams)‏ (1 يناير 1889 المملكة المتحدة - ) هو لاعب كرة قدم بريطاني يلعب كمدافع.